# Горбунов, Юрий Михайлович
Юрий Михайлович Горбунов (род. 26 декабря 1939, Ивановка, Читинская область) — советский и российский оперный певец (бас-баритон), народный артист РСФСР.

## Биография
Юрий Михайлович Горбунов родился 26 декабря 1939 года в селе Ивановка Нерчинско-Заводского района Читинской области (сейчас Забайкальский край). В 1962—1967 годах учился на вокальном факультете Новосибирской консерватории (класс В. П. Арканова).
В 1967—1980 годах был солистом Челябинского театра оперы и балета, где исполнил около 20 партий. В 1978—1980 годах был также председателем правления Челябинского отделения ВТО. В 1980—1986 годах — солист Пермского театра оперы и балета. С 1986 года выступал в Свердловском театре оперы и балета.
Был солистом оперного театра в Брно (Чехия).

## Награды и премии
- Заслуженный артист РСФСР (10.10.1975).
- Народный артист РСФСР (11.02.1985).

## Оперные партии

### Челябинский и Пермский театры оперы и балета
- «Риголетто» Дж. Верди — Риголетто
- «Севильский цирюльник» Дж. Россини — Фигаро
- «Царская невеста» Н. Римского-Корсакова — Грязной
- «Мазепа» П. Чайковского — Кочубей, Мазепа
- «Пиковая дама» П. Чайковского — Томский
- «Иван Сусанин» М. Глинки — Сусанин
- «Фауст» Ш. Гуно — Мефистофель
- «Кармен» Ж. Бизе — Эскамилио
- «Тоска» Дж. Пуччини — Скарпиа
- «Князь Игорь» А. Бородина — князь Игорь, Галицкий
- «Свадьба Фигаро» В.-А. Моцарта — Фигаро
- «Хованщина» М. Мусоргского — Шакловитый
- «Война и мир» С. Прокофьева — Наполеон
- «Огненный ангел » С. Прокофьева — Рупрехт
- «Аида» Дж. Верди — Амонасро
- «Орлеанская дева» П. Чайковского — Дюнуа

## Фильмография
- 1959 — Хованщина — стрелец